# Dichotomius laevicollis
Dichotomius laevicollis är en skalbaggsart som beskrevs av Felsche 1901. Dichotomius laevicollis ingår i släktet Dichotomius och familjen bladhorningar. Inga underarter finns listade i Catalogue of Life.